# Mátyáska
Mátyáska (szlovákul: Matiaška) község Szlovákiában, az Eperjesi kerületben, a Varannói járásban.

## Fekvése
Tapolyhanusfalvától 6 km-re északkeletre, az Alacsony Beszkidekben 220 m magasan fekszik. Határa általában erdős, területén kéntartamú ásványvízforrás tör fel.

## Története
1373-ban „Mateugasa” alakban említik először. Mint eredeti neve is mutatja, eredetileg irtványtelepülés volt. Nevét egy Máté nevű soltészról kapta, aki a Rozgonyiak csicsvai uradalmán levő területet betelepítette. A háborús pusztítások és járványok hatására népessége a 17. század végén jelentősen lecsökkent. 1715-ben csak 13 jobbágytelke volt. A lakosság pótlására ekkor görögkatolikus ruszinokat telepítettek be. 1740-ben már állt a görögkatolikus iskola, 1773-ban pedig felépült a templom is. 1787-ben az első népszámlálás során 42 házában 348 lakost számláltak. Lakói főként mezőgazdasággal és erdei munkákkal, favágással, szénégetéssel, takácsmesterséggel foglalkoztak. Az asszonyok szövéssel egészítették ki a jövedelmeiket.
A 18. század végén Vályi András így ír róla: „MÁTYÁSKA. Orosz falu Zemplén Várm. földes Ura G. Forgách Uraság, lakosai ó hitűek, fekszik Hanusfalvához egy, Remete Helységhez két fertálynyira, hegyes határja három nyomásbéli, zabot, és gabonát, terem, erdeje bikkes, szőleje nints, rétek nélkül szűkölködik, piatza Hanusfalván, és Eperjesen.”
Fényes Elek 1851-ben kiadott geográfiai szótárában így ír a faluról: „Mátyáska, orosz falu, Zemplén vmegyében, Hanusfalva fil. 360 görög kath., 7 zsidó lak. Gör. szentegyház. 1127 hold szántóföld. Erdő. F. u. gr. Forgách. Ut. p. Eperjes.”
A trianoni diktátumig Sáros vármegye Girálti járásához tartozott.
A Szlovák nemzeti felkelés idején a falu környékén élénk partizántevékenység folyt. A német csapatok körülzárták a települést. A partizánok támogatásáért két lakost kivégeztek és felgyújtották a falut. 36 épület lett a tűz martaléka, köztük 14 lakóház. A szovjet hadsereg 1945. január 18-án vonult be a községbe.

## Népessége
| Év:            | 1994. | 2004.   | 2014.   | 2024.   |
| -------------- | ----- | ------- | ------- | ------- |
| Emberek száma: | 273   | 270     | 286     | 291     |
| Eltérés:       |       | -1,09 % | +5,92 % | +1,74 % |

| Év:            | 2023. | 2024.   |
| -------------- | ----- | ------- |
| Emberek száma: | 293   | 291     |
| Eltérés:       |       | -0,68 % |

1910-ben 153, túlnyomórészt ruszin lakosa volt.
2001-ben 271 lakosából 270 szlovák volt.
2011-ben 277 lakosából 270 szlovák.

## Nevezetességei
- Szent Demeter vértanú tiszteletére szentelt görögkatolikus temploma 1773-ban barokk-klasszicista stílusban épült.